# Крушово (Бургаська область)

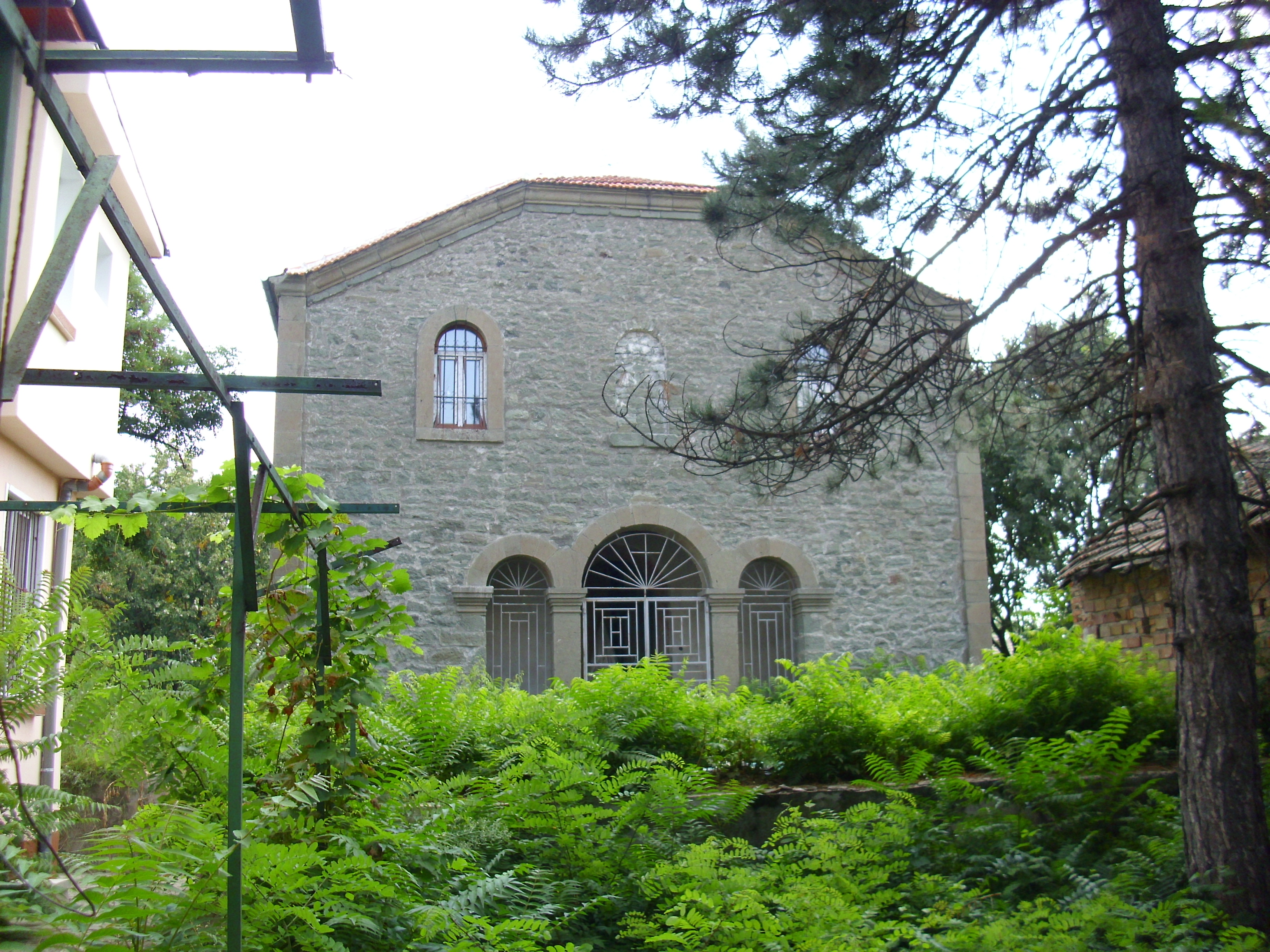
Храм «Св. Арх. Михаїл» у селі

Кру́шово (болг. Крушово) — село в Бургаській області Болгарії. Входить до складу общини Карнобат.

## Населення
За даними перепису населення 2011 року у селі проживали 124 особи, з них 121 особа (99,2%) — болгари.
Розподіл населення за віком у 2011 році:
Динаміка населення: